# Caseyville Township
Die Caseyville Township ist eine von 22 Townships im St. Clair County im Westen des US-amerikanischen Bundesstaates Illinois. Im Jahr 2010 hatte die Caseyville Township 31.996 Einwohner.
Die Township liegt im Metro-East genannten östlichen Teil der Metropolregion Greater St. Louis um die Stadt St. Louis im benachbarten Missouri.

## Geografie
Die Township liegt im östlichen Vorortbereich von St. Louis. Der Mississippi, der die Grenze zum Bundesstaat Missouri bildet, liegt rund 20 km westlich der Township.
Die Caseyville Township liegt auf 38°37′05″ nördlicher Breite und 89°59′08″ westlicher Länge und erstreckt sich über 56,49 km².
Die Township liegt Norden des St. Clair County und grenzt nördlich an das Madison County. Innerhalb des St. Clair County grenzt die Caseyville Township im Osten an die O’Fallon Township, im Südosten an die Shiloh Valley Township, im Süden an die St. Clair Township, im Südwesten an Belleville sowie im Westen an die Canteen Township.

## Verkehr
Durch die Township verläuft in West-Ost-Richtung die Interstate 64, die von St. Louis nach Louisville in Kentucky führt. Auf gleicher Strecke verläuft hier auch der U.S. Highway 50. Durch die Mitte der Township führt in Nord-Süd-Richtung die Illinois State Route 159. durch den Nordwesten der Township führt die Illinois State Route 157. Alle weiteren Straßen sind County Roads oder weiter untergeordnete teilweise unbefestigte Fahrwege.
Durch die Caseyville Township verläuft eine Eisenbahnlinie der CSX Transportation, die von St. Louis nach Osten führt.
Der St. Louis Downtown Airport liegt rund 20 km südwestlich, der größere Lambert-Saint Louis International Airport liegt rund 45 km westnordwestlich der Caseyville Township.

## Demografische Daten
Nach der Volkszählung im Jahr 2010 lebten in der Caseyville Township 31.996 Menschen in 13.156 Haushalten. Die Bevölkerungsdichte betrug 566,4 Einwohner pro Quadratkilometer. In den 13.156 Haushalten lebten statistisch je 2,42 Personen.
Ethnisch betrachtet setzte sich die Bevölkerung zusammen aus 75,6 Prozent Weißen, 18,0 Prozent Afroamerikanern, 0,3 Prozent amerikanischen Ureinwohnern, 2,3 Prozent Asiaten sowie 1,2 Prozent aus anderen ethnischen Gruppen; 2,6 Prozent stammten von zwei oder mehr Ethnien ab. Unabhängig von der ethnischen Zugehörigkeit waren 3,5 Prozent der Bevölkerung spanischer oder lateinamerikanischer Abstammung.
22,7 Prozent der Bevölkerung waren unter 18 Jahre alt, 64,1 Prozent waren zwischen 18 und 64 und 13,2 Prozent waren 65 Jahre oder älter. 50,8 Prozent der Bevölkerung war weiblich.
Das mittlere jährliche Einkommen eines Haushalts lag bei 59.742 USD. Das Pro-Kopf-Einkommen betrug 27.345 USD. 9,9 Prozent der Einwohner lebten unterhalb der Armutsgrenze.

## Orte
Neben Streubesiedlung lebt die Bevölkerung der Caseyville Township in folgenden Ortschaften:
| Citys - Collinsville1 - Fairview Heights2 - O’Fallon3 | Villages - Caseyville4 - Shiloh5 - Swansea6 |

Unincorporated Community
- Hollywood Heights

1 – überwiegend im Madison County, teilweise in der Canteen Township

2 – teilweise in der Canteen und der St. Clair Township

3 – überwiegend in der O’Fallon Township, teilweise in der Shiloh Valley Township

4 – teilweise in der Canteen Township

5 – überwiegend in der Shiloh Valley Township, teilweise in der St. Clair und der O’Fallon Township

6 – überwiegend in der St. Clair Township